# 大阪歷史博物館

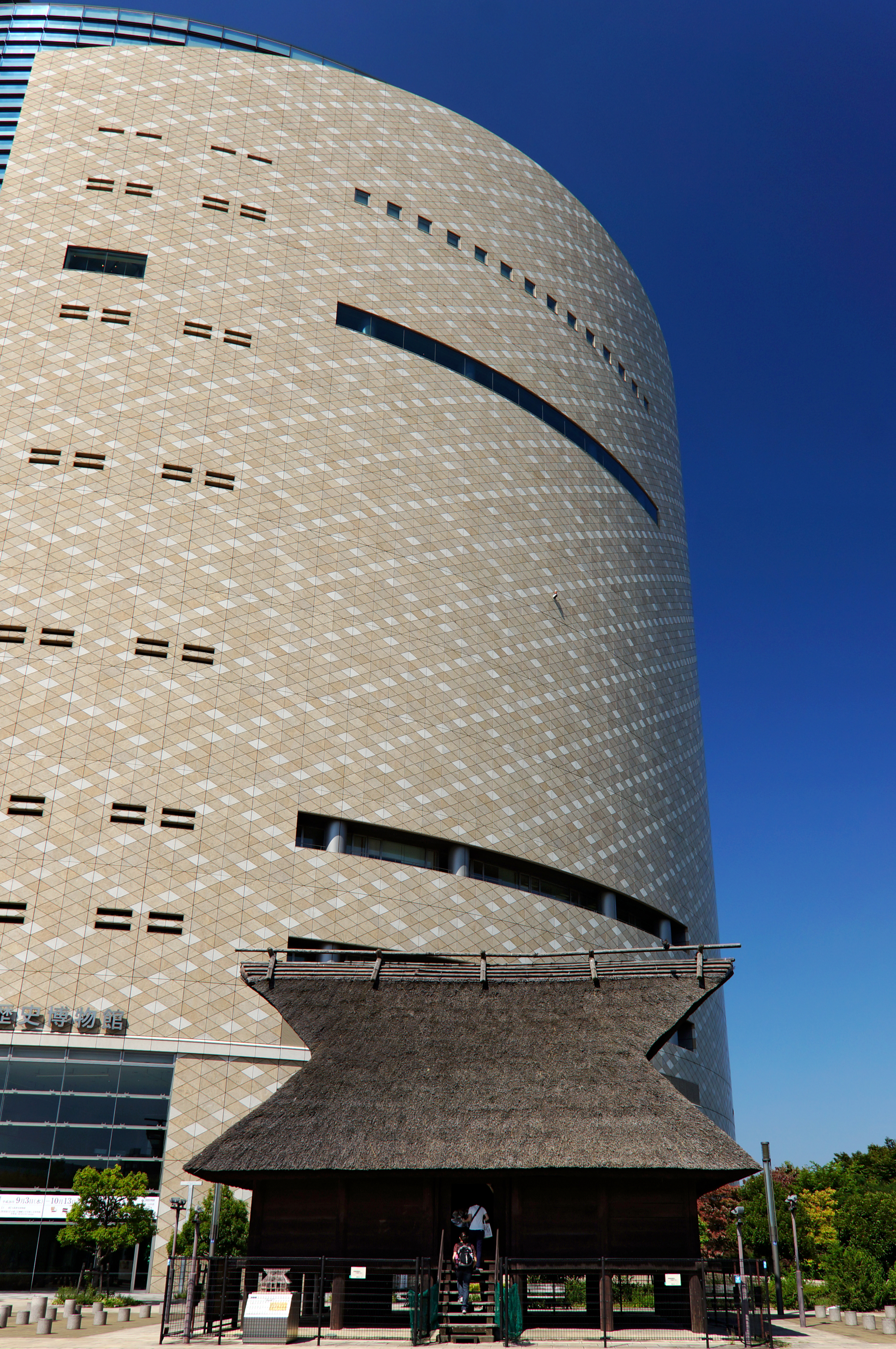
羅馬劇場

大阪歷史博物館（日语：大阪歴史博物館，おおさかれきしはくぶつかん）是位於日本大阪市中央區的一座博物館，和NHK大阪放送局相鄰。這座博物館位於大阪城公園西南，難波宮跡公園西北，開業於2001年，地下1層保存有難波宮遺構。

## 外部連結
- 大阪歴史博物館 （页面存档备份，存于）
- ＡＲ難波宮 （页面存档备份，存于）